# Ontochariesthes
Ontochariesthes is een kevergeslacht uit de familie van de boktorren (Cerambycidae). De wetenschappelijke naam van het geslacht werd voor het eerst geldig gepubliceerd in 1992 door Teocchi.

## Soorten
Ontochariesthes omvat de volgende soorten:
- Ontochariesthes erongoensis Adlbauer, 1996
- Ontochariesthes namibianus Adlbauer, 1996
- Ontochariesthes unicolor (Breuning, 1953)